# Französische Fußballnationalmannschaft (U-18-Junioren)
Die französische U-18-Fußballnationalmannschaft ist eine Auswahlmannschaft französischer Fußballspieler. Sie untersteht dem Französischen Fußball-Bund und repräsentiert diesen auf der U-18-Ebene, in Freundschaftsspielen gegen die Auswahlmannschaften anderer nationaler Verbände, aber auch bei den Europameisterschaften des Kontinentalverbandes UEFA. Spielberechtigt sind Spieler, die ihr 18. Lebensjahr noch nicht vollendet haben und die französische Staatsangehörigkeit besitzen. Bei Turnieren ist das Alter beim ersten Qualifikationsspiel maßgeblich.

## Trainerhistorie
(Auswahl)
- 1987–1989: Marc Collat
- 1992–1999: Christian Damiano
- 1994–1996: Gérard Houllier
- 1999–2000: Jacques Crevoisier
- 2007: François Blaquart
- 2008–2009: Francis Smerecki
- 2010–2011: Pierre Mankowski
- 2011–2012: Francis Smerecki
- 2012–2013: Philippe Bergeroo
- 2013–2014: Pierre Mankowski
- 2014–2015: Ludovic Batelli
- 2015–2016: Jean-Claude Giuntini
- 2016–2017: Bernard Diomède
- 2017–2018: Lionel Rouxel
- 2018–2019: Jean-Luc Vannuchi
- 2019–2020: Jean-Claude Giuntini
- 2020–2021: Landry Chauvin
- 2021–2022: Lionel Rouxel
- seit 2022: Bernard Diomède